# Iandumoema smeagol
Iandumoema smeagol es una especie de arácnido del orden Opiliones de la familia Gonyleptidae.
Como otros miembros del orden Opiliones, habita en cuevas con material orgánico en sus paredes. Los jóvenes son muchos más activos de los adultos, los cuales llevan una vida más sedentaria.
Fue descubierto por un equipo de aracnólogos en 2015 en dos cuevas ubicadas en la municipalidad de Monjolos (estado de Minas Gerais, Brasil). Su nombre científico es una referencia a Gollum, cuyo nombre original era Sméagol, un personaje de los libros de El Señor de los Anillos, de J. R. R. Tolkien, quien también habitaba en cuevas.